# Stenothemus minutus
Stenothemus minutus – gatunek chrząszcza wielożernego z rodziny omomiłkowatych.
Gatunek ten został opisany w 1974 roku przez Waltera Wittmera na podstawie pojedynczego samca.
Chrząszcz o ciele długości około 5 mm. Głowa czerwonobrązowa, na wysokości oczu szersza od przedplecza, z wierzchu wyraźnie mikroszagrynowana, o czole z wgłębieniem między czułkami. Czułki ciemnobrązowe, u samca długie i smukłe, o drugim członie dwukrotnie krótszym od trzeciego, czwartym długości piątego, a jedenastym wyraźnie krótszym niż dziesiąty. Przedplecze czerwonobrązowe z przyciemnionym środkiem, nieco szersze niż dłuższe, o wierzchu prawie gładkim i przyprószonym delikatnym owłosieniem. Boki przedplecza najpierw zaokrąglone, potem zwężone ku nasadzie, zaś kąty podstawowe lekko zaokrąglone. Wydłużone, słomkowe pokrywy są pomarszczone, silniej i dłużej owłosione niż przedplecze. Tarczka barwy pokryw. Stopy przyciemnione. Samiec ma laterophysis u wierzchołka prawie półkoliście zaokrąglone. Samica ma zaokrągloną, delikatnie pośrodku wciętą krawędź tylną ósmego sternum odwłoka. 
Owad znany z okolic Katmandu i Dźanakpuru w Nepalu, z wysokości do 4000 m n.p.m..